# Polizeiruf 110: Doktorspiele
Doktorspiele ist ein deutscher Kriminalfilm von Marco Serafini aus dem Jahr 2003. Es ist die 250. Folge innerhalb der Filmreihe Polizeiruf 110 und der 22. Fall für Schmücke und Schneider.

## Handlung
In einem Krankenhaus in Halle an der Saale gibt es in letzter Zeit gehäuft Todesfälle nach einer Meningitisinfektion. Der Journalist Leo Preiss ist diesem möglichen Skandal auf der Spur und versucht sich in die Klinik einweisen zu lassen. Obwohl der dortige Chefarzt Dr. Heiner Wolff dessen Simulation durchschaut, gelingt es ihm, sich kurzfristig ein Bett zu „organisieren“. Dies befindet sich im selben Zimmer, wie das von Kommissar Herbert Schneider, der sich nach einem komplizierten Armbruch einer Operation unterziehen musste. Ihm fällt sein Bettnachbar durch dessen betriebsame Schreibarbeiten am Laptop auf, und so ist er überrascht, als er am nächsten Morgen hören muss, dass  der Patient leider plötzlich verstorben sei. Nachdem sich Preiss’ Kollegin Kirsten Nolte meldet, da ihr dieser plötzliche Tod nicht normal erscheint, ermittelt Kommissar Herbert Schmücke und stößt auf seltsame Umstände. Zunächst will man ihm den Totenschein nicht zeigen, dann ist die Leiche verschwunden ebenso wie der Laptop des Toten. Angeblich sei Preiss an einem Herzinfarkt gestorben. Nachdem die Leiche irrtümlich verlegt wurde und zurückbeordert wird, verunglückt der Leichenwagen und brennt aus. Für Schmücke ist das alles „oberfaul“. Preiss’ letzte Recherche galt einer Jutta Esche, die nach einem Knöchelbruch im halleschen Krankenhaus behandelt wurde und unerwartet an einer Hirnhautentzündung starb. Nach Angaben der Anästhesistin, Dr. Renate Busse, erfolgte die Narkose der Patientin durch eine Spinalanästhesie, was für Schmücke eine mögliche Infektion mit Meningitiserregern erklärt.
Schmücke kommt es sehr gelegen, dass sein Kollege noch als Patient im Krankenhaus liegt, und so hofft er, über ihn einige interne Informationen zu erhalten. Schneider erfährt, dass es in der Stations-Belegschaft einige Querelen gibt. So ist der junge AiPler Albert Kempter permanent übermüdet und hält sich mit Medikamenten fit. Zudem hat der arrogante Oberarzt Heiner Wolff ihm die Freundin ausgespannt. Assistenzärztin Dr. Julia Knabe möchte endlich selber operieren, doch Wolff lässt sie nicht und schikaniert sie. Er versucht sogar von ihr sexuelle Gefälligkeiten zu erpressen, was seiner aktuellen Geliebten, Schwester Dorothea, nicht verborgen bleibt.
Nach Preiss Recherchen hatte es vor einigen Wochen im Keller des Krankenhauses einen Rohrbruch gegeben, der das Lager für medizinisches Zubehör in Mitleidenschaft zog. Obwohl die dort gelagerten Injektionsnadeln sehr wahrscheinlich kontaminiert und eigentlich unbrauchbar waren, wurden sie trotzdem aus Sparsamkeitsgründen benutzt. Dr. Wolff hatte angeblich eine Anweisung erteilt, dass die Materialien zu benutzen sind. Er leugnet jegliche Verantwortung und beurlaubt seine Anästhesistin mit sofortiger Wirkung, da sie ihm diese Weisung unterstellte. Seine Beliebtheit unter der Belegschaft leidet damit weiter und gipfelt in einem tödlichen Unfall. Gerade als Wolff sich zu einem Rendezvous mit Assistenzärztin Dr. Julia Knabe begeben will, wird er vorsätzlich von einem Auto überfahren. Die Lackspuren führen zu Volker Esche, dem der Unfallwagen nachweislich gehört. Ein möglicher Racheakt des Ehemanns für den durch Wolff verursachten frühen Tod der jungen Mutter ist durchaus denkbar, aber für Schmücke zu offensichtlich.
Schmücke muss allerdings erkennen, dass er bis jetzt einem Phantom nachgejagt ist, denn nachdem die Leiche von Preiss, trotz der Verbrennungen, obduziert werden konnte, stellt sich tatsächlich ein Herzinfarkt als Todesursache heraus. Niemand hat ihn ermordet. Allerdings hat er mit seinen Recherchen im Krankenhaus einigen Staub aufgewirbelt, der am Ende zur Suspendierung von Dr. Renate Busse geführt hat. Volker Esche ist sich sicher, dass er die Ärztin am Vortag vor seinem Haus hatte stehen sehen. Nach ihrem Alibi befragt gibt sie an, den Abend bei Dr. Julia Knabe verbracht zu haben, damit sie nicht allein sei, wenn Dr. Wolff bei ihr eintreffen würde.
So führt eine vielversprechende Spur zu Schwester Dorothea und ihrem Exfreund Albert Kempter. Als er bemerkt, dass er in Verdacht geraten ist, ergreift er die Flucht und hat Pech, da er mit Schneiders Gipsarm kollidiert. Anhand von Schuhanhaftungen, die im Fahrerbereich des Unfallwagens gesichert werden konnten, ist Kempter die Tat zweifelsfrei nachzuweisen.

## Hintergrund
Doktorspiele wurde im Auftrag des MDR von der Saxonia Media Filmproduktion produziert und am 29. Juni 2003 im Ersten zur Hauptsendezeit erstmals ausgestrahlt. Es ist der vierte Polizeiruf 110 des Regisseurs Marco Serafini für Schmücke und Schneider. Er thematisiert, wie der dritte Fall des Regisseurs (Kurschatten), einen Klinikfall.

## Kritiken
Die Kritiker der Fernsehzeitschrift TV Spielfilm zeigen den Daumen nach unten und meinen: „Die doofe Geschichte ist ein Tiefpunkt im Schaffen des Hallenser Duos.“ Sie finden, das ganze sei nur „TV-Langeweile, bis der Arzt kommt.“

## Trivia
Für die Außenaufnahmen des „Klinikums Saale-Hohenweiden“ diente das Arbeitsamt Halle, die Innenaufnahmen erfolgten im Universitätsklinikum Halle-Kröllwitz, das Chefarztzimmer ist ein Eckbüro im MDR-Gebäude in Halle mit Blick über den Hallmarkt auf die Marktkirche. Hohenweiden liegt ungefähr 8 km südlich von Halle und verfügt über kein eigenes Krankenhaus.